# Gerard Frederick van Tets
Gerard Frederick van Tets (* 19. Januar 1929 in London; † 14. Januar 1995 in Canberra, Australien), auch als Jerry van Tets bekannt, war ein englischer, kanadischer und australischer Ornithologe und Paläontologe. Zu seinem Forschungsschwerpunkten gehörten Kormorane, Sturmvögel und andere Wasservögel.

## Leben und Wirken
Nach seinem Studium an der University of British Columbia promovierte van Tets 1963 zum Ph.D. Im November 1963 heiratete er in Vancouver, British Columbia Patrice Anne Johnston. Nach seiner Hochzeit zog er nach Australien und trat der CSIRO Division of Wildlife and Ecology in Canberra bei. Gerard Frederick van Tets betrieb zunächst Studien über die Auswirkungen des Vogelschlags auf Flugplätzen. Später wurde er Mitarbeiter an der Australian National Wildlife Collection. Van Tets beschrieb einige subfossile Vogelarten, darunter die Pinguinart Tasidyptes hunteri, die 2017 mit dem rezenten Dickschnabelpinguin (Eudyptes pachyrhynchus) synonymisiert wurde. Der Tasman-Tölpel (Sula dactylatra tasmani), der ursprünglich nur durch Knochenmaterial bekannt war, ist 2009 mit der rezenten Maskentölpelunterart Sula dactylatra fullagari von der Lord-Howe-Insel synonymisiert worden. Die ausgestorbene neuseeländische Entenart Oxyura vantetsi ist nach ihm benannt worden.

## Schriften (Auswahl)
- 1965: A Comparative Study of Some Social Communication Patterns in the Pelecaniformes, 1965, The American Ornithologists’ Union, Ornithological Monographs, Nummer 2
- 1969: Orange Runway Lighting as a Method for Reducing Bird Strike Damage to Aircraft.
- 1970: Continent of Curiosities - Animals and Birds of Australia. (mit Kurt Kolar)
- 1977: Guide to the Recognition and Reduction of Aerodrome Bird Hazards
- 1985: Kadimakara: extinct vertebrates of Australia. Princeton University Press
- 1988: Osteological differences between Sula and Morus, and a description of an extinct new species of Sula from Lord Howe and Norfolk Islands, Tasman Sea. Notornis 35: 35-57. (mit C. W. Meredith, P. J.  Fullagar & P. M. Davidson)